# ماه پنهان است (نمایش تلویزیونی)
ماه پنهان است نام یک مجموعهٔ نمایشی تلویزیونی (تله‌تئاتر) به کارگردانی «خسرو شایسته» است که در سال ۱۳۶۲ تهیه و از شبکه ۱  پخش گردید.

## خلاصه داستان
هنگام اشغال کشور بلژیک توسط ارتش آلمان نازی، مردم در یک شهر کوچک به کمک شهردارشان، نیروهای دشمن را شکست می‌دهند؛ اما این پیروزی آسان به‌دست نمی‌آید و شهردار و عده‌ای از مبارزان اعدام می‌شوند.

## بازیگران و عوامل تولید

### بازیگران
- اسماعیل شنگله
- رضا بابک
- جمیله شیخی
- جمشید لایق
- احمد آقالو
- علیرضا مجلل
- فهیمه راستکار
- ناصر هاشمی
- آتش تقی‌پور
- آتیلا پسیانی
- حسین محب‌اهری
- رضا رویگری
- غلامرضا طباطبایی
- شاپور شهیدی
- محمدعلی طاهر نثار
- محمدعلی افشار
- میترا قمصری
- پیمان ظلی
- مرتضی جوهری
- امیر بختیاری

### عوامل تولید
- کارگردان هنری: خسرو شایسته
- کارگردان تلویزیونی: مسعود فروتن
- نویسنده: جان استاینبک
- تصویربردار: مهدی مستوفی، جواد صفا، محمدعلی خیاطان
- تهیه‌کننده: غلامرضا طباطبایی
- فرمت تصویر: ۱۶ میلیمتری
- محصول: گروه فیلم و سریال و تئاتر شبکه ۱
- سال تولید: ۱۳۶۲